# Daliah Laviová
Daliah Laviová, rozená Daliah Lewenbuchová, hebrejským písmem: דליה לביא (12. října 1942 Šavej Cijon – 3. května 2017 Asheville, Severní Karolína) byla izraelská herečka a zpěvačka.
Pocházela z rodiny židovských přistěhovalců z Ruska a Německa. Při svém natáčení v Izraeli ji objevil Kirk Douglas a zařídil jí studium baletní školy ve Stockholmu, kde také dostala svoji první filmovou roli, později působila jako fotomodelka. Jejími nejznámějšími rolemi je Paloma ve filmu Old Shatterhand (s Lexem Barkerem) a bond girl ve filmu Casino Royale (s Davidem Nivenem a Peterem Sellersem). Od sedmdesátých let dala před herectvím přednost pěvecké dráze, byla populární hlavně v Německu. V roce 1972 vyhrála anketu o nejlepší zpěvačku Bravo Otto. V roce 1994 nazpívala úspěšný duet s Karlem Gottem Ich bin da um dich zu lieben.

## Filmografie
- 1955 Hemsöborna
- 1960 Brennender Sand
- 1961 Candide ou l'optimisme au XXe siècle
- 1962 Two Weeks in Another Town
- 1963 Cyrano a D'Artagnan
- 1963 Démon
- 1964 Old Shatterhand
- 1965 Deset malých černoušků
- 1965 Lord Jim
- 1965 Výstřely v tříčtvrtečním taktu
- 1966 The Spy with a Cold Nose
- 1967 Casino Royale
- 1971 Catlow

## Diskografie
- 1970 Liebeslied jener Sommernacht
- 1971 Daliah Lavi
- 1971 Sympathy
- 1972 Jerusalem
- 1972 Ich bin dein Freund
- 1973 Let the love grow
- 1974 I’m Israeli – I’m a Sabra
- 1975 Café Decadence
- 1975 Für große und kleine Kinder
- 1978 Bei dir bin ich immer noch zuhaus
- 1983 … wenn schon, dann intensiv
- 1985 Herzblut
- 1990 Lieder des Lebens
- 2008 C’est la vie – so ist das Leben